# Burchard II. (Querfurt)
Burchard II. (I.) von Querfurt (* um 1100; † um 1161) war der älteste Sohn des Grafen Gebhard II. von Querfurt und dessen Frau Oda von Ammensleben, ein Mitglied der fünften Generation der Edelherren bzw. Grafen von Querfurt. Er beerbte seinen Vater, der am 18. Februar 1126 in der Schlacht bei Kulm in Nordböhmen fiel, als Herzog Soběslav I. das Heer Kaiser Lothars III. und des Herzogs Otto II. von Mähren-Olmütz besiegte. Sein jüngster Bruder Gebhard III. von Querfurt fiel in derselben Schlacht.
Sein Bruder Konrad wurde 1134 vom Domkapitel Magdeburg zum Erzbischof gewählt. Nachdem am 31. Dezember 1135 der Burggraf von Magdeburg, Heinrich von Groitzsch, gestorben war, ernannte Erzbischof Konrad 1136 seinen Bruder Burchard zum Burggrafen von Magdeburg und Hochvogt des Erzbistums. Burchard ist daher auch als Burggraf „Burchard I.“ von Magdeburg bekannt.
Burchard war zunächst ein Parteigänger der Welfen (Heinrich des Stolzen und Heinrich des Löwen), wechselte aber 1142/43, nachdem Heinrich der Löwe das Herzogtum Sachsen zurückerhalten hatte, die Seite und unterstützte fortan den römisch-deutschen König Konrad III. und dessen Nachfolger Kaiser Friedrich Barbarossa. Jedoch ist über seine Tätigkeiten im Dienste von Kaiser und Reich nicht viel bekannt.
1146 kaufte Burchard die Vogtei über das Kloster Lutisburg (Ludesburg) bei Querfurt, das sich nicht recht entwickelt hatte, und verlegte es an einen günstigeren Ort im nahen Ilversdorf (Eilwardesdorf) in unmittelbarer Nähe der Burg Querfurt, wo er es als Kloster Marienzell neu begründete und mit Gütern aus dem Besitz der Querfurter Burgkirche ausstattete. Die Vogtei über das Kloster verband er erblich mit dem Besitz der Burg Querfurt.
Sein Sohn Burchard III. folgte ihm als Burggraf Burchard II. von Magdeburg. Seine Tochter heiratete Hartmann II. von Lobdeburg und trug so dazu bei, dass die Lobdeburger dem Querfurter auf den Bischofsstuhl in Würzburg folgen konnten.